# Massacre de l'école d'Ikeda
Le massacre de l'école d'Ikeda (池田学校虐殺事件, Ikeda gakkō gyakusatsu jiken) est une tuerie en milieu scolaire qui s’est produite le 8 juin 2001 à l’école primaire Ikeda, associée à l’université d'éducation d'Osaka et située à Ikeda, dans la préfecture d’Osaka, au Japon.
Elle survient lorsque Mamoru Takuma, un homme âgé de 37 ans au moment des faits, ayant des antécédents de troubles psychiques et de comportement antisocial, s'introduit à l'intérieur de plusieurs salles de classe de l'école primaire Ikeda armé d'un long couteau. Pendant une dizaine de minutes, il poignarde à mort huit élèves et en blesse grièvement quinze.
Takuma a été condamné à mort en août 2003, le jugement est devenu définitif en septembre de la même année, après que Takuma a retiré son appel auprès de la Haute Cour de justice. Il a finalement été exécuté au sein de la prison d'Osaka le 14 septembre 2004, à l'âge de 40 ans.
Cette tuerie est la plus grave et la première jamais recensée dans une école japonaise depuis la Seconde Guerre mondiale, l’attaque est la sixième plus grande tuerie de masse dans l’histoire récente du Japon. En outre, elle met en lumière les faiblesses des systèmes de surveillance dans les écoles japonaises.

## Déroulement
Le vendredi 8 juin 2001, à 10 h 10, Mamoru Takuma gare sa voiture près de l’école élémentaire d'Ikeda, affiliée à l’Université d'éducation d'Osaka. L'homme est armé d'un couteau de cuisine d'une longueur de 15 cm qu'il avait auparavant acheté dans une coutellerie. Il fait irruption dans une salle de classe, hurle et commence instantanément à poignarder au hasard les écoliers présents dans la salle ; pendant toute la durée de l'attaque, l'assaillant s'est introduit dans quatre salles de classe de deuxième année au premier étage de l'établissement.
Takuma a ensuite été arrêté par les forces de police d'Ikeda présente sur les lieux, 12 minutes après le début de l'attaque. Lors de son arrestation, il prononce des phrases incohérentes, cause d'une consommation massive de médicaments, dont notamment le médicament antipsychotique « Seroquel », l’antidépresseur « Paxil » et le somnifère « Evamir »,.
Il a subi de légères coupures aux mains et a été emmené au poste de police d’Ikeda après avoir été soigné dans un hôpital local. Pendant son interrogatoire, il déclare :

« Je suis devenu dégoûté de tout. J’ai essayé de me suicider plusieurs fois, mais je n’ai pas pu, je voulais être attrapé et condamné à mort. »

— Mamoru Takuma.

### Victimes
Au total, l'attaque a causé la mort de 8 enfants âgés de sept à huit ans. Parmi les victimes, sept filles en deuxième année et un garçon en première année ont été tués, tandis que 15 autres personnes ont été blessées, dont deux enseignants,.
- Yuki Hongo (本郷 優希, Hongō Yūki?)
- Mayuko Isaka (猪阪 真宥子, Isaka Mayuko?)
- Yuuka Kiso (木曽 友香, Kiso Yūka?)
- Ayano Moriwaki (森脇 綾乃, Moriwaki Ayano?)
- Maki Sakai (酒井 麻希, Sakai Maki?)
- Takahiro Totsuka (戸塚 健大, Totsuka Takahiro?), âgé de 6 ans, il a été le seul garçon à perdre la vie pendant l'attaque[6].
- Hana Tsukamoto (塚本 花菜, Tsukamoto Hana?)
- Rena Yamashita (山下 玲奈, Yamashita Rena?)

## Réactions et conséquences
Après la tragédie, le premier ministre japonais de l'époque, Jun'ichirō Koizumi s'est dit choqué. Face à l'afflux de journaliste, il déclarera être très inquiet pour tous les enfants présents pendant l'attaque. Également, Fumio Kishida, ministère de l'Éducation, a déclaré qu'il devait être nécessaire d'être tenu au courant de la situation concernant l'attaque, et de prendre en charge les enfants touchées par l'évènement. Il a aussi assuré que ses subordonnés seraient en mesure de résoudre l'évènement de manière appropriée,.
À la suite de l'incident survenu à l'école primaire Ikeda, l'Université d'éducation d'Osaka a instauré la mise en place d'une formation destinée aux enseignants afin qu'ils soient en mesure de gérer les crises de manière appropriée, dans le but de prévenir la répétition d'une telle tragédie. Intégré dès 2008 dans le programme intitulé «  Sécurité scolaire », ce cours permet aux étudiants aspirant à devenir enseignants d'acquérir des enseignements tirés de l'incident, d'assister à des conférences animées par les familles endeuillées, et de visiter les locaux de l'école primaire Ikeda.
Enfin, Yoshio Yamane, le proviseur de l’école, a annoncé la mise en place de mesures pour éviter ce genre d'attaque, dont la présence d'un garde de sécurité à l'entrée de l'école, en organisant régulièrement des exercices d’intervention en cas d'intrusion au sein de l'école. L’école élémentaire Ikeda coopère également avec la police, les services d’incendie et les municipalités voisines, y compris la ville d’Ikeda, pour promouvoir les mesures de sécurité des enfants, et préparer et mettre en œuvre un manuel efficace de gestion de crise.

## Commémorations
Les obsèques de nombreuses victimes de l'attaque ont été célébrées dans la grande métropole du Kansai. Pendant la finale de la Coupe des confédérations de football en 2001, les 65 000 spectateurs présents à Yokohama ont observé une minute de silence en hommage aux victimes de l'attaque.
Également, un monument commémoratif a été construit au sein de l'école. « Les cloches de la Tour des prières et des serments », sur laquelle sont inscrits les noms des huit enfants tués, sonnent chaque année, à la date de la tragédie,.
Le 9 octobre 2005, quatre années après les faits, Bruce Beck et Dawn Anna, deux parents qui ont perdu leur fille, Lauren Townsend, lors de la fusillade de Columbine le 20 avril 1999, ont rencontré Hajime Sakai, 43 ans, et sa femme, 44 ans, dont la fille de sept ans, Maki Sakai, a été tuée dans l'attaque d’Ikeda.

## Auteur

### Enfance et adolescence
Mamoru Takuma (宅間 守, Takuma Mamoru) est né le 23 novembre 1963 à Itami, préfecture de Hyōgo, au Japon. Lors de son enfance, il a montré un comportement antisocial, il tuait habituellement de petits animaux en les enveloppant dans du papier journal et en les allumant sur un feu. De l’école primaire au collège, Takuma a été à la fois victime et auteur d’intimidation. Il a exprimé de l’envie et de la jalousie pour « l’élite très instruite et à revenu élevé » dès son entrée au collège, Takuma a été remarqué à cause d'une conduite indisciplinée. Dès son plus jeune âge, Takuma a été à la fois maltraité physiquement et négligé par son père, qui le battait régulièrement.
Également, les ancêtres de Mamoru Takuma étaient des samouraïs du clan Satsuma, de ce fait, il a reçu une éducation traditionnelle.
En février 1979, Takuma s’inscrit au lycée à Amagasaki, mais abandonne en mars 1981. Il a travaillé à temps partiel dans une station-service pendant plusieurs mois jusqu’à ce qu’il s’engage dans la Force aérienne d'autodéfense japonaise à la fin de l'année 1981, à l’âge de 18 ans. Après avoir été libéré de l’armée, en 1984, Takuma et sa mère ont quitté la maison familiale et ont acheté un appartement, laissant son frère aîné et son père seuls. Ils ont vécu ensemble pendant un an et demi. Après cela, il a travaillé comme gestionnaire de copropriété, chauffeur d'autobus urbain, éboueur, concierge d'école primaire, chauffeur de taxi ou encore chauffeur de camion à benne basculante. Le 11 février 1999, le frère de Takuma, menacé de faillite, se suicide en se tranchant le cou avec un couteau, il décède à l'âge de 40 ans.
La mère de Mamoru Takuma a lutté toute sa vie contre la maladie mentale, elle décèdera finalement le 19 décembre 2016. Son père, quant à lui, est décédé le 20 avril 2020, à l’âge de 88 ans, cause d'un cancer du poumon. La maison dans laquelle il résidait, a été démolie en septembre de la même année.

### Antécédents judiciaires
Mamoru Takuma avait une longue histoire de troubles mentaux et de comportement antisocial, et un lourd casier judiciaire, y compris une condamnation pour viol.
En 1984, alors qu'il travaillait pour une société de gestion de condominiums, Takuma entre dans la chambre d'une femme pour percevoir le loyer, il agressera sexuellement cette femme, et après l'incident, Mamoru Takuma a rendu visite à un psychiatre accompagné de sa mère et a été hospitalisé. Mais pendant qu'il était à l'hôpital, il a sauté du 5e étage et a été grièvement blessé. Après cet événement, un diagnostic de schizophrénie a été posé à l'encontre de Mamoru Takuma.
En 1985, il a été condamné à trois ans de prison pour son premier viol et purgera sa peine dans une prison pour mineurs à Nara, étant libéré en 1989. À l'âge de 30 ans, en 1993, Takuma a commencé à travailler comme employé à temps partiel, puis a pris le poste de chauffeur d'autobus municipal. Cependant, son passage en tant que conducteur d'autobus a été entaché par une sanction pour avoir agressé une passagère.
En avril 1999, alors qu'il exerce en tant que concierge dans une école primaire, Takuma est révoqué de ses fonctions pour avoir introduit des tranquillisants dans le thé consommé par des enseignants du primaire. Bien qu'il n'ait pas été poursuivi pénalement, cette expulsion marque le début d'une série de changements professionnels infructueux pour Takuma. En raison de son comportement colérique et de ses agressions répétées, il peine à trouver un nouvel emploi, et à partir de la fin de l'année 2000, il se retrouve au chômage, il y restera jusqu'à la date de la tuerie.

### Mariages
Takuma Mamoru a été marié à cinq reprises. À l'âge de 26 ans, il s'est uni à une femme de 19 ans en se faisant passer pour un médecin. Quatre mois après son premier divorce, il a épousé son enseignante d'école primaire, qui avait 20 ans de plus que lui. Leur relation a pris fin en raison du premier scandale de viol impliquant Takuma. Les troisième et quatrième mariages de Takuma ont été le fruit de rencontres festives, mais ils ont été de courte durée.
Le dernier mariage de Mamoru Takuma s’est concrétisé lorsqu'il était en prison, en attente de son exécution. Sa femme, de confession chrétienne, fut décrit comme abolitionniste et philanthrope. L’avocat de Mamoru Takuma révèlera plus tard que Mamoru Takuma était heureux qu’il y ait une femme qui voulait l’épouser avant sa mort.
Ainsi, le mariage a été officialisé, Mamoru Takuma changera son nom en celui de la famille de sa cinquième épouse, adoptant ultérieurement le nom de « Yoshioka ». Avant sa mise à mort, Takuma Mamoru rédigera une lettre à son épouse dans laquelle il exprimait sa reconnaissance.

## Procès et exécution
Les avocats de Takuma ont fait valoir qu’il souffrait d’aliénation mentale temporaire au moment de l’attaque. Mais le psychiatre qui l’avait initialement diagnostiqué comme schizophrène a déclaré au tribunal qu’il avait déterminé plus tard que Takuma souffrait en fait d’un trouble de la personnalité paranoïaque, changeant son diagnostic antérieur de schizophrénie,.
Mamoru Takuma a été condamné à mort le 28 août 2003 pour le meurtre de huit enfants et blessé 13 autres personnes et deux enseignants lors de l'attaque, une rapidité inhabituelle pour une condamnation au Japon. Lorsque le tribunal de district d’Osaka a prononcé la sentence, les avocats de Takuma ont déclaré l'avoir rencontré à plusieurs reprises à la maison de détention d’Osaka pour essayer de le persuader d’accepter un appel, mais il a refusé. Plus de 2 000 personnes avaient fait la queue devant le tribunal pour obtenir l’un des 30 sièges disponibles pour le verdict de Takuma, selon NHK. À la fin du procès, Takuma déclarera :

« Jusqu'à présent, je vivais avec des sentiments désagréables. Je pense toujours que j'aurais pu en tuer plus à la maternelle. En tout cas, je n'ai pas peur de mourir »

— Mamoru Takuma.
Mamoru Takuma a finalement été exécuté au centre de détention d’Osaka le 14 septembre 2004, a l'âge de 40 ans.

## Influence
Plusieurs jours après la tuerie d'Ikeda, un jeu vidéo basé sur l'attaque nommée Killing Children at Ikeda Elementary School litt. Tuer des enfants à l'école primaire d'Ikeda est apparu sur le portail Yahoo!, où les utilisateurs peuvent publier gratuitement leurs propres jeux. Jugé offensant pour les parents des victimes, le but du jeu était de « tuer autant d’enfants que possible », a déclaré un porte-parole de la police. Le créateur du jeu l’a « volontairement » retiré, a-t-il ajouté.
Le 30 décembre 2004, Kaoru Kobayashi un japonais, est arrêté par la police de la ville de Kawai. Il est accusé d'avoir agressé sexuellement et assassiné Kaede Ariyama, une fille, âgé de 7 ans, à Nara en novembre 2004. Lors de son procès qui s'est tenu le 18 avril 2005, il déclare considérer Tsutomu Miyazaki et Mamoru Takuma comme des meurtriers charismatiques.

« Je veux être condamné à mort le plus rapidement possible et laisser un héritage parmi le public en tant que prochain Tsutomu Miyazaki ou Mamoru Takuma »

— Kaoru Kobayashi.
Le 26 septembre 2006, Kobayashi a été condamné à mort par pendaison par le tribunal du district de Nara. La défense a fait appel le même jour, mais est revenue sur cette décision le 10 octobre 2006. Le 7 juillet 2008, la Cour suprême du Japon a confirmé la sentence. Kobayashi a été exécuté par pendaison au sein de la prison d'Osaka le 21 février 2013.